# كليب (اسم)
كليب هو اسم علم مذكر من أصل عربي، ومعناه هو مصغر كلب.

## التسمية بمشتقات الكلب
قال الجاحظ في كتابه الحيوان:" والنّاس قد سمّوا الناس بكلب وكليب وكلاب وأكلب  ومكالبة بنو ربيعة، وكليب بن ربيعة بن عامر. وفي العرب من القبائل كلب، وبنو الكلبة، وبنو كلاب، وأكلب بن ربيعة بن نزار عمارة ضخمة. وكلب بن وبرة جذم من الأجذام وهم نفر جمجمة، وكلّ سادات فهو يكنى أبا كليب" 

## شخصيات تحمل الاسم
- كليب الفواز (دبلوماسي أردني، 15 أكتوبر 1950 – 8 يناير 2017)
- كليب بن ربيعة (440 – )
- كليب بن يوسف بن الحكم بن أبي عقيل الثقفي المعروف بالحجاج

## وصلات خارجية
- موسوعة السلطان قابوس لأسماء العرب نسخة محفوظة 5 أبريل 2019 على موقع واي باك مشين.